# Velden
Velden és un poble de la província de Limburg, al sud-est dels Països Baixos. Fins a l'1 de gener de 2010 pertanyia a Arcen en Velden i ara és part de Venlo.

## Centres de població
Schandelo, Bong, Vilgert, Het Vorst, De Krosselt, Hasselderheide.